# SWITCH 2.0

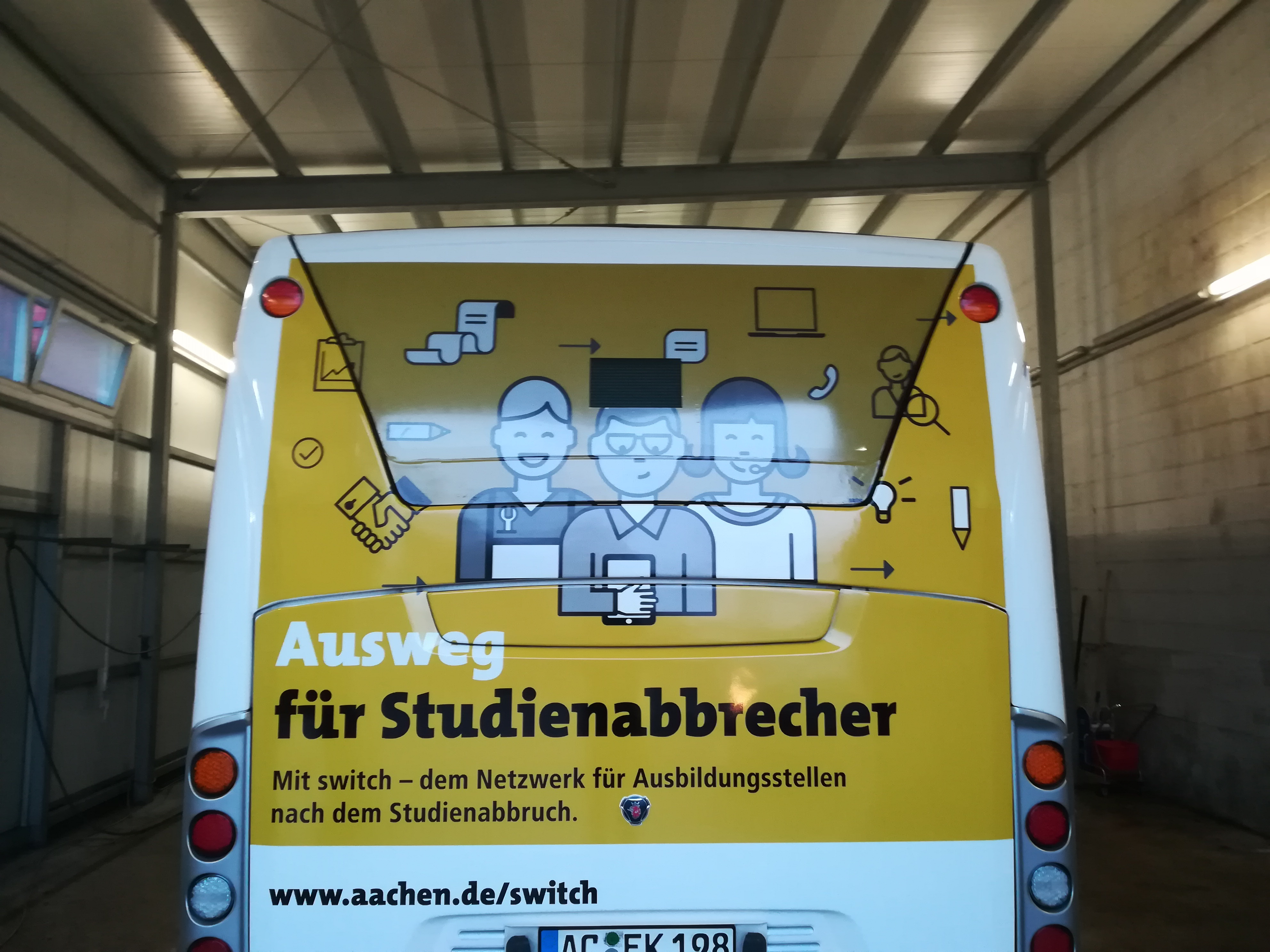

SWITCH 2.0 ist ein kommunales Projekt in Aachen, das Studienabbrecher an Unternehmen der Region Aachen zum Zwecke einer dualen Berufsausbildung vermittelt. Das Projekt ist in der Stadtverwaltung Aachen im Fachbereich Wirtschaft, Wissenschaft und Europa angesiedelt.

## Geschichte
2011 wurde SWITCH 2.0 von der Stadt Aachen initiiert und gemeinsam mit regionalen Partnern entwickelt mit dem Ziel, Studienabbrecher aus den MINT-Fächern in eine verkürzte Berufsausbildung in der IT-Branche zu vermitteln. Inzwischen hat sich das Projekt durch die enge Kooperation mit der IHK Aachen zu einer Full-Service-Agentur weiterentwickelt, die Studienabbrecher aus allen Fachbereichen unterstützt, einen passenden Ausbildungsplatz zu finden. Seit 2015 wird das Projekt aus Drittmitteln des Bundesministeriums für Bildung und Forschung und des Europäischen Sozialfonds im Rahmen des bundesweiten Programms „Jobstarter plus“ gefördert und befindet sich 2019 in der 2. Förderphase, die bis 2021 läuft.

## Hintergrund
Aachen ist eine Wissenschafts- und Technologiestadt. Die großen Hochschulen Rheinisch-Westfälische Technische Hochschule und Fachhochschule Aachen mit ihrer technischen Ausrichtung einerseits und viele innovative Klein- und Mittelständische Unternehmen andererseits prägen die Wirtschaftsstruktur. Trotz dieser positiven Standortfaktoren beklagen die lokalen Unternehmen wie in anderen Städten auch einen zunehmenden Fachkräftemangel.
Von den etwa 11.000 Studierenden, die jährlich an den Aachener Hochschulen starten, bricht ca. ein Drittel das Studium ohne Abschluss vorzeitig ab. Dieses Potenzial an Wissen und Arbeitskraft am Standort Aachen zu halten und an lokale bzw. regionale Unternehmen in Berufsausbildungen zu vermitteln, war die Hauptmotivation der Aachener Wirtschaftsförderung, das Projekt SWITCH 2.0 ins Leben zu rufen.

## Projektziel
Das Hauptziel des Projektes ist es, in der Region Aachen ansässige Klein- und Mittelständische Unternehmen bei der Rekrutierung von Fachkräften zu unterstützen. Der Fokus liegt dabei auf der Gewinnung von abbruchwilligen Studierenden für eine verkürzte, duale Berufsausbildung.

## Projektmarketing
SWITCH 2.0 macht mit verschiedenen Marketing-Maßnahmen auf sein Angebot aufmerksam. Es gibt regelmäßig größere Informationsveranstaltungen unter dem Titel „Zweifel am Studium“. Diese werden federführend von der Zentralen Studienberatung der RWTH Aachen, in Kooperation mit verschiedenen Beratungsstellen inner- und außerhalb der Hochschule, organisiert. An der Fachhochschule Aachen gibt es in Kooperation mit dem AStA der FH Aachen ebenfalls Informationsveranstaltungen zum Thema Studienabbruch ebenso wie Einzelberatungen. Seit 2019 ist das Projekt SWITCH 2.0 Teil des Netzwerkes Zweifel am Studium des Career Services der FH Aachen. Über Social-Media-Kanäle wie Facebook und Instagram, aber auch über Infostände bei studentischen Veranstaltungen, Flyer, Plakataktionen oder Radiowerbung u. v. m. wird auf SWITCH 2.0 aufmerksam gemacht.

## Bewerbungsprozess
Wenn interessierte Studierende Kontakt zu SWITCH 2.0 aufnehmen, werden sie umfänglich bei der Findung des richtigen Ausbildungsberufes beraten. Anschließend wird ein standardisierter Eignungstest durchgeführt, um Vorkenntnisse zu ermitteln und den Umfang einer möglichen Ausbildungsverkürzung festzustellen. Leistungen aus dem Studium werden hierbei berücksichtigt. Es wird ein Kurzprofil erstellt und an die passenden Unternehmen verschickt. Dieser Teil des Bewerbungsprozesses wird durch die, von der IHK Aachen eigens zu diesem Zwecke gegründete Agentur für Lösungen durchgeführt.
Interessierte Unternehmen wenden sich direkt an die Bewerber, um ausführliche Bewerbungsunterlagen anzufordern oder sie direkt zu einem Vorstellungsgespräch einzuladen. Kommt es zu einem Ausbildungsvertrag, werden die zukünftigen Auszubildenden für die zuständige Berufsschulklasse angemeldet. Für den Ausbildungsberuf „Fachinformatiker/in für Anwendungsentwicklung“ gibt es am Berufskolleg für Wirtschaft und Verwaltung eine spezielle 18-monatige SWITCH-Klasse, in welcher der schulische Lernstoff komprimiert vermittelt wird und welche auf die verkürzte, betriebliche Ausbildung abgestimmt ist.

## Unternehmen
Etwa 300 Unternehmen in der Region Aachen nehmen das Dienstleistungsangebot von SWITCH 2.0 in Anspruch. Für die Unternehmen bedeutet die Kooperation eine Erleichterung bei der Gewinnung von Fachkräften. Die Marketingmaßnahmen zur Ansprache der Zielgruppe Studienabbrecher und ein Teil des Auswahlverfahrens werden von SWITCH 2.0 übernommen, u. a. die Akquise der Studienabbrecher, die Sichtung der Bewerbungsunterlagen und die ausbildungsspezifischen Einstufungstests.

## Auszeichnungen

### 2011: NRW.BANK-Preis „Innovative Kommune“
Die Stadt Aachen wurde für ihr Projekt SWITCH 2.0 in der Kategorie „Gründen und Wachsen“ vom Ministerium des Innern des Landes Nordrhein-Westfalen und der NRW.BANK für den innovativen Ansatz zur Vermittlung von Studienabbrechern in eine duale Berufsausbildung mit dem NRW.BANK-Preis „Innovative Kommune 2011“ ausgezeichnet.

### 2012: Hermann-Schmidt-Preis
Nach Auffassung der Jury setzt SWITCH 2.0 an einer wichtigen bildungspolitischen Schnittstelle an, da das Projekt Studienabbrechern eine zweite Chance eröffnet, beruflich Fuß zu fassen und zu einem qualifizierten Berufsabschluss zu gelangen. Dabei verfolgt SWITCH 2.0 einen bundesweit einzigartigen Ansatz und erhielt hierfür den Hermann-Schmidt-Sonderpreis für innovative Berufsbildung.

### 2014: Innovatives Netzwerk
Auf dem Innovationstag des Bundesministeriums für Arbeit und Soziales in Berlin wurde SWITCH 2.0 als „Innovatives Netzwerk 2014“ ausgezeichnet, das als regionales Netzwerk die Unternehmen bei der Fachkräftesicherung unterstützt.

### 2015: Ausbildungs-Ass
Für die herausragenden Leistungen bei der Vermittlung von Studienabbrechern in eine duale Ausbildung erhielt das Aachener Projekt SWITCH 2.0 den Sonderpreis „Ausbildungs-Ass 2015“. Mit dieser Auszeichnung würdigten die Wirtschaftsjunioren Deutschland, die Junioren des Handwerks und das Bundesministerium für Wirtschaft und Energie das Engagement von Unternehmen und Initiativen, deren besonderes Augenmerk auf der Qualität und Quantität von Ausbildungsaktivitäten liegt.